# Jan Hendrik Boeracker
Jan Hendrik Boeracker (Reek (N.Br.), 14 september 1773 - Reek (N.Br.), 7 februari 1858) was een Nederlands apotheker en politicus.
Jan Hendrik werd geboren in het vrome katholieke gezin van de bierbrouwer Nicolaas Lambertus Boeracker en Engelina Catharina Rispens, een familie waarin veel leden geestelijke waren - twee van zijn broers werden priester. In 1808 trouwde Boeracker met de bijna 20 jaar oudere Antonia Maria Fock, een huwelijk dat kinderloos bleef, en verhuisde hij naar Utrecht waar hij apotheker was. In 1822, 6 jaar na het overlijden van zijn vrouw, verhuisde hij terug naar Reek in Noord-Brabant, en werd hij lid van de Provinciale Staten aldaar. Toen er voor de grondwetsherziening van 1840 een Dubbele Kamer werd ingesteld, werd hij daar lid van, en voerde hij oppositie. Hij was een van de 11 leden die tegen alle voorstellen tot grondwetsherziening stemde. Nadat de Dubbele Kamer weer werd ontbonden, keerde hij terug in de Provinciale Staten - waar hij lid van zou blijven tot 1850. Vanaf 1847 was hij daarnaast ook nog gedeputeerde.